# Right to Dream Academy

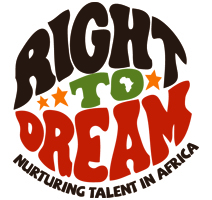
Klubbmärke.

Right to Dream Academy är en ghanansk ungdomsakademi som samlar de bästa ghananska fotbollsspelarna i åldern 11 till 18 år. 
Right to Dream Academy har vunnit Gothia Cup fem gånger.